# Крашевский, Юзеф Игнацы
Ю́зеф Игна́цы Краше́вский (также Ио́сиф Игна́тий Краше́вский, Ю́зеф Игна́ций Краше́вский, пол. Józef Ignacy Kraszewski, лит. Juozapas Ignotas Kraševskis, 28 июля 1812, Варшава — 19 марта 1887, Женева) — польский писатель, публицист, издатель, автор книг по истории и этнографии; псевдонимы: Клеофас Факунд Пастернак (Kleofas Fakund Pasternak), Богдан Болеславита (Bogdan Bolesławita), Доктор Омега. Член Академии знаний в Кракове (1872). Отличался необычайной плодовитостью — литературное наследие составляет около 600 томов романов и повестей, поэтических и драматических произведений, а также работ по истории, этнографии, фольклористике, путевых очерков, публицистических и литературно-критических статей.

## Биография

### Детство и юность

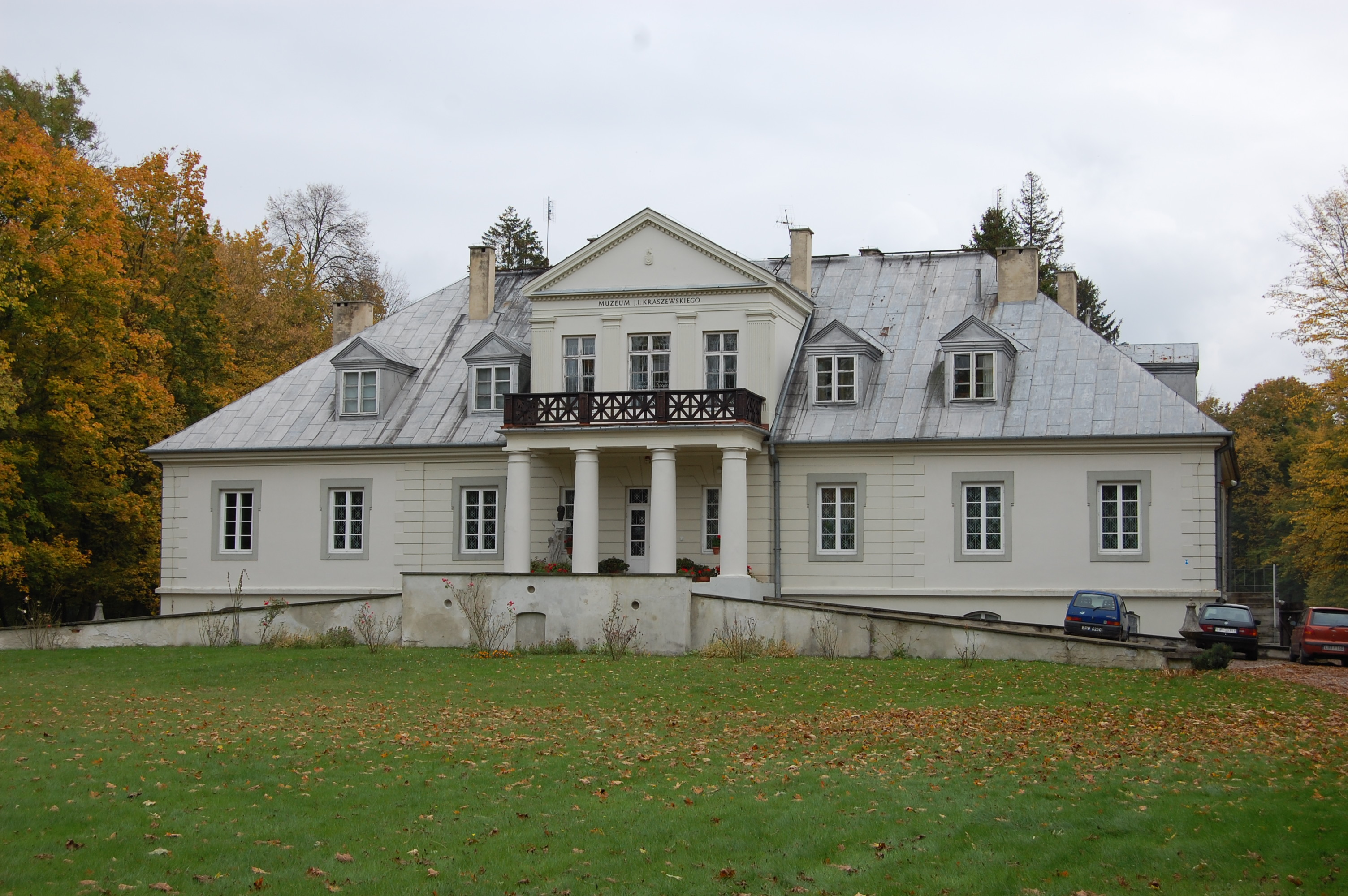
Усадьба Мальских в Романове

Происходит из дворянского рода Крашевских герба «Ястршембец». Отец Ян (1788—1864) — хорунжий Пружанского уезда, мать — Софья Мальская (1791—1859), жили в имении Долгое в окрестностях Пружан. Однако весной 1812 года, Софья Крашевская переехала в отцовское имение в Романове около Влодавы (Герцогство Варшавское), спасаясь от неминуемой войны Наполеона с Россией. Как стало ясно впоследствии, предостережения Крашевских были небезосновательными, поскольку Пружанщина стала театром активных боевых действий, а Долгое было разграблено мародёрами. Позже родители стали прототипами литературных героев писателя.
После, не считая и Романов достаточно спокойным местом, из-за его нахождения вблизи границы, Софья Мальская вместе со своей матерью Ганной Новомейской выехали в Варшаву и поселились в отеле по улице Александрия (теперь Коперника). Тут 28 июля и родился будущий известный писатель, 6 августа окрещённый в костёле Св. Креста и получивший имя Игнацы Юзеф. Однако уже с детства его имя использовалось в обратном порядке, и собственные именины он праздновал 19 марта, в день св. Иосифа. Через несколько недель после рождения сына, когда война ушла дальше на восток, Крашевские вернулись в Романов. Однако вести о поражении Наполеона снова вызвали беспокойство за свою судьбу, и до мая 1913 года вся семья Мальских пребывала в Стопницком уезде.
Юзеф Игнацы был старшим из пяти детей. Один из его братьев, Каэтан, также стал писателем, второй, Люциан — художником и фотографом. Родовым гнездом Юзефа Игнация было отцовское имение Долгое вблизи Пружан, где впервые началось его увлечение культурой и литературой. Построенный после войны деревянный господский дом был скромным, с небольшим садом. Сразу за домом начиналось болото с трясиной, в которой тонул скот, а незаметная из-за болота межа с соседями была постоянным предметом раздоров во время сенокоса.

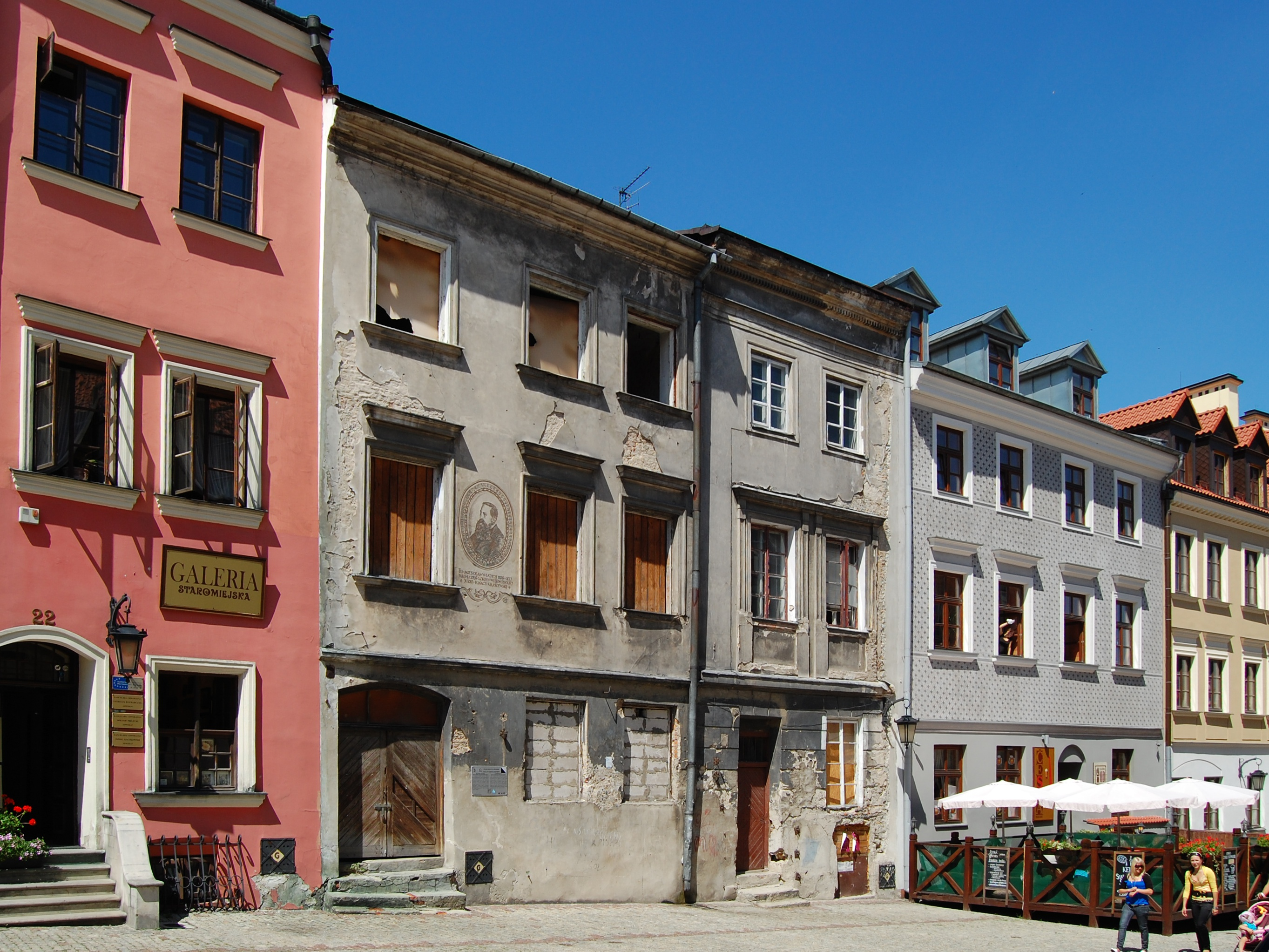
Дом в Люблине по улице Гродской, 93, где Ю. Крашевский жил во время учёбы в 1826—27 гг.

С короткими перерывами воспитание Юзефа до 12-летнего возраста продолжалось в Романове под опекой близких. Учился в школах в Бялой (1822—1826), Люблине (1826—1827), окончил Свислочскую гимназию (1828—1829).

### Вильно
В сентябре 1829 года начал обучение на медицинском отделении Виленского университета, вскоре перешёл на литературное. Принимал активное участие в студенческой жизни, увлекался идеями национальной борьбы. В ноябре 1830 года вступил в новосозданное общество мнезеров (от греч. «помнить, напоминать»). С началом восстания в Варшаве мнезеровцы занялись заготовкой оружия, распространением антиправительственных стихов, готовили покушение на опекуна Виленского университета Николая Новосильцева. Однако вскоре заговор был раскрыт, и 3 декабря 1830 года Юзэф Крашевский был арестован вместе с другими молодыми людьми.
Царский приговор о высылке на Кавказ в армию благодаря заступничеству тётки перед генерал-губернатором Николаем Долгоруковым был заменён на лишение свободы. Отбывал наказание в виленской тюрьме, после в тюремном госпитале. В марте 1832 года освобождён под надзор полиции. Находясь под запретом покидать Вильно, проводил исторические исследования, впоследствии образовавшие четырёхтомный исторический труд «Wilno od początków jego do roku 1750» (1840—1842), а также несколько повестей. Одновременно инициировал издание мемуаров и дневников.

### Пружанщина

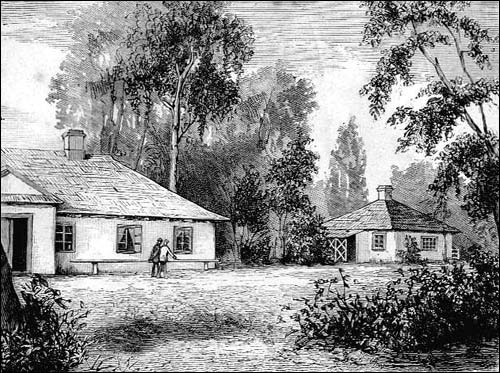
Фольварк Крашевских в Долгом. 1880

В июле 1833 года был освобождён от полицейского надзора и выехал в семейное имение в Долгом, где занимался хозяйством. В господском доме, где подрастали его братья и сёстры места не хватило, Юзеф жил в комнатке флигеля, куда и перевёз из Вильно свою библиотеку. Тут впервые появились произведения подписанные его собственным именем, а не псевдонимом. С 1837 года сотрудничал с журналом «Tygodnik Petersburski».
Узнав о знаменитом волынском библиофиле Антонии Урбановском, в 1834 году Юзеф Крашевский отправляется в Городец Сарненского уезда, чтобы увидеть его собрание и польские старопечатные книги. Крашевский быстро подружился с семьёй Урбановских, также переняв от Антония увлечение живописью и музыкой. Позже писатель посвятит ему два выпуска «Воспоминаний о Полесье, Волыни и Литве».
Антоний и его жена Эльжбета не имели собственных детей, и поэтому взяли на воспитание трёх племянниц из семьи Вороничей. Таким образом в 1835 году Юзеф Крашевский познакомился с одной из их воспитанниц — Софьей, дочерью предводителя дворянства Войцеха Воронича, и 9 мая сообщил родителям о своём решении взять девушку в жёны. И хотя отец был против брака, пока сын не будет способен самостоятельно обеспечивать семью, на сторону последнего встали Урбановские. Благодаря их заступничеству 22 июня 1838 года Юзеф Игнацы женился на Софье Воронич и переехал на Волынь.

### Волынь
Первую зиму молодожёны прожили у Урбановских, после — в деревне Омельно (Луцкий уезд). В начале апреля 1839 года Софья родила дочь Констанцию.
В 1840 году Крашевские приобрели деревню Городок около Луцка. Тут у Крашевских родились два сына: Ян (1 марта 1841) и Франтишек (11 апреля 1843). Интересен тот факт, что детей Софья Крашевская ездила рожать к Эльжбете Урбановской в Городец.

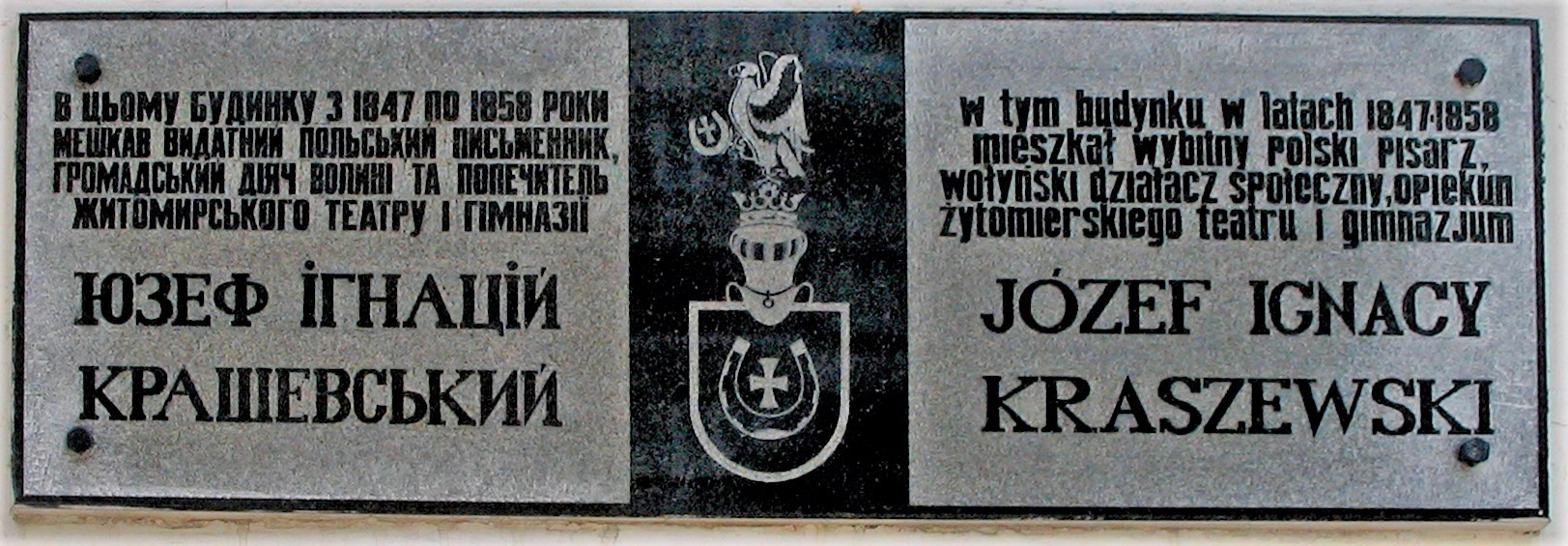
Двуязычная памятная табличка о пребывании Ю. Крашевского в Житомире

10 лет Юзеф Игнацы редактировал виленский журнал «Атенеум» (1841—1851), с 1851 года сотрудничал с «Gazetaj Warszawskaj». Осуществил несколько путешествий в Киев и Одессу, позже описанные в «Wspomnienia Odessy, Jedyssanu i Budżaku» (1845—1846). Намеревался возглавить кафедру польской литературы в Киевском университете. Написанная им для конкурса работа была признана лучшей из семи присланных, но царское правительство не дало разрешения на создание кафедры.

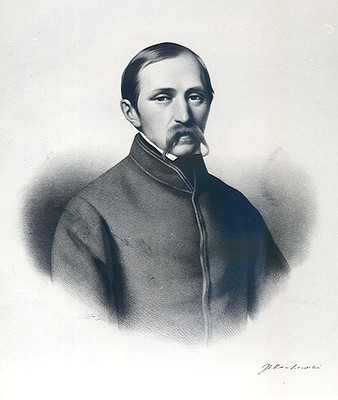
Литография Альфонса-Леона Нойяля по рисунку Яна Ксаверия Каневского. 1850-е

В 1848 году Крашевский продал Городок и в очередной раз переехал, приобретя за 165 000 злотых деревню Губин в Луцком уезде. В 1853 году из-за хозяйственных проблем, а также из-за необходимости обучения четырёх детей (Констанция, Ян, Франтишек и Августа) переехал в Житомир. Очень помогала пережить первые месяцы одиночества после переезда Эльжбета Урбановская, которая, продав Городец, ради них решила провести зиму в Житомире. Однако в январе 1854 года Эльжбета умирает, оставляя Крашевским деревню Кисели над Горынью.
Крашевский работал куратором губернской гимназии, директором дворянского клуба, руководил Благотворительным обществом. Был действительным членом Виленской археологической комиссии.
В 1856 году стал директором житомирского театра. Заботился о том, чтобы на его сцене осуществлялись постановки на польском языке, так как хорошо понимал, что польское искусство целиком сойдёт со сцены без финансовой поддержки польской шляхты. Юзеф занимался в театре практически всем: делами организационного характера, актёрским гардеробом, решением материальных вопросов. Его мечтой было вывести театр на европейский уровень.
Несмотря на принадлежность к дворянскому сословию Крашевский понимал общие проблемы и выступал против крепостного права и барщины. Считал, что крестьянам волю надо давать не сразу, чтобы не лишить их дворянской опеки. По его мнению, крестьянин не будет ценить собственности, поэтому ему надо дать только усадьбу; желательно использовать принудительный наём работников и т. д. Однако волынская шляхта не поддержала и такие скромные предложения.
С 1859 года редактировал «Gazeta Codzienna» (в 1861 году переименованная в «Gazeta Polska»).

### Варшава
Окончательно разругавшись с местной шляхтой, в 1860 году Юзеф Игнацы уехал в Варшаву. Осуществил ряд путешествий в Бельгию, Францию, Италию, Россию, где присоединился к деятельности политической эмиграции и анализировал возможность взрыва восстания (опубликовал в Париже брошюру «Sprawa polska», 1861). В 1862 году отказался от российского подданства.
Согласно с приобретёнными в молодости взглядами не был сторонником восстания, намереваясь публикациями в «Gazecie Polskiej» усмирить радикальные настроения в обществе. Однако как ярый критик политики правительства в 1863 году должен был по указу правительства уехать.

### Эмиграция

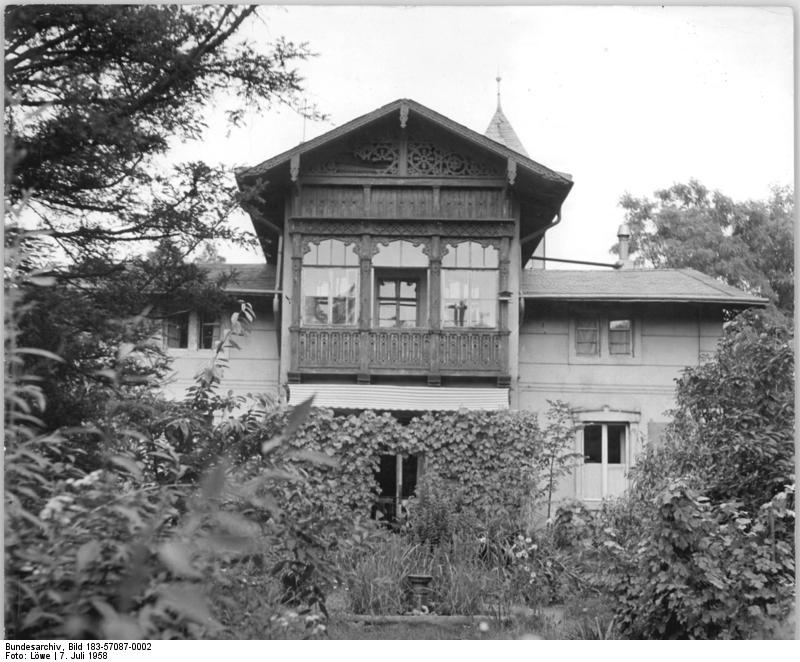
Дом в Дрездене, где жил Ю. Крашевский

Переехал в Дрезден, который в то время был одним из центров польской эмиграции. Жил в доме по адресу ул. Нордштрассе, 27 (теперь № 28). Прежде всего занялся помощью участникам восстания, искавших пристанища за границей. Написал несколько публицистических произведений о восстании, что лишило его возможности вернуться в Польшу.
В 1865 году взялся редактировать созданный во Львове журнал «Hasło». Однако не получил разрешения на проживание во Львове и был вынужден работать издалека, к тому же не имея возможности высказывать свои взгляды. В конце концов журнал «Hasło» через полгода был закрыт.
Не обращая внимания на неудачу во Львове, писатель планировал поселиться в Галиции. В 1866 году поселился в Кракове, после переехал в Австрию. Издавал публицистический ежегодник «Rachunki» (1866—1870), журналы. После неудачной попытки занять кафедру литературы в Ягеллонском университете и планов приобрести краковскую газету «Czas» Крашевский основал собственную типографию в Дрездене (1868). Однако уже в 1871 году вынужден был продать её с большими финансовыми потерями. Принимал участие в создании Национального польского музея в Рапперсвиле (Швейцария). С 1873 года посвятил себя литературному делу, завязал контакт с французской разведывательной агентурой.
В 1879 году по инициативе литераторов и издателей прошли торжества в связи с 50-летием начала литературной деятельности Крашевского. Основные мероприятия проходили 3-7 октября в Кракове. К празднованиям была отлита юбилейная медаль с силуэтами Адама Мицкевича и Юзефа Крашевского, а скульпторша Гелена Скирмунт изготовила медальон с портретом юбиляра.
В 1882 году основал во Львове просветительское общество «Macierz Polska».
Арестован в Берлине в июне 1883 года за шпионскую деятельность в пользу Франции против Пруссии (приобретение для французского правительства планов крепостей). В мае 1884 года приговорён к 3,5 годам тюремного заключения. Проведя полтора года в тюрьме в Магдебурге, в 1885 году был освобождён под залог в связи с заболеванием лёгких. Лечился в Женеве (Швейцария), после в Сан-Ремо (Италия). После землетрясений 1887 года вернулся в Швейцарию уже тяжело больным воспалением лёгких. Умер 19 марта 1887 года в отеле в Женеве. Похоронили известного писателя в крипте заслуженных в Кракове.

## Литературная деятельность
Библиография писателя составляет более 600 томов произведений: 232 романа, 150 меньших по размеру прозаических произведений (повестей, новелл); 25 драматических произведений; более 20 томов научных трудов по истории Литвы и Польши, истории литературы и культуры, языкознанию и этнографии; около 20 поэтических томиков, в том числе 3 объёмные тома эпоса «Анафеляс» по истории Литвы; 21 переводная единица с 5 языков (английской, французской, латинской, немецкой, итальянской); 42 редакторские и редакционные работы, среди которых «Атенеум» (1841—1851, 66 томов), «Gazeta Codzienna» (1859—1863, с 1862 года под названием «Gazeta Polska»), дрезденский «Tydzień» (1870—1871); около 30 тысяч писем. Только его библиография, изданная в 1966 году, составляет книгу в 277 страниц.

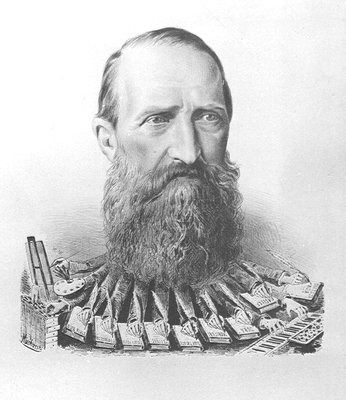
Карикатура на Юзефа Крашевского. Литография Владислава Валькевича

За эти достижения Крашевский отмечен в «Книге рекордов Гиннесса» как «чемпион эпохи гусиного пера». Никто не смог превзойти это его достижение до появления Барбары Картленд, которая, однако, пользовалась уже более современными орудиями труда.
Художественное творчество Крашевского в жанровом и тематическом отношении разнообразно: писал повести из крестьянской и сельской жизни, исторические романы (главным образом о прошлом Польши, Литвы и Речи Посполитой) разных типов, романы злободневной социально-политической проблематики. Являлся автором теоретических работ по литературе — «Литературные штудии» („Studja literackie“, 1842), «Новые литературные штудии» („Nowe studja literackie“, 1843), «Беседы о литературе и искусстве» („Gawędy o literaturze i sztuce“).
Творчество Крашевского принято делить на три периода: «юношеский» (1830—1838), волынско-варшавский (1838—1863) и дрезденский (с 1863 года). Первые произведения, написанные в 1830 году, напечатаны в 1831—1833 годах. Это небольшие повести «Котлеты» и «Биография сокальского органиста», ориентированные на дискредитацию романтических традиций в литературе.
Является автором эпической картины, живописующей быт и нравы польского общества середины XIX века, — романа «Волшебный фонарь» (1843—1844), который, по мнению многих исследователей (А. Бара, К. В. Заводзинского, Э. Важеницы и других) был написан под впечатлением поэмы Н. В. Гоголя «Мёртвые души».
Стихотворная трилогия о прошлом Литвы времён Миндовга и Витовта «Анафеляс» (1840—1846) деятелями литовского национального возрождения последней четверти XIX века воспринималась как национальный эпос. Трилогия получила название от горы вечности в литовской мифологии.
В 1876—1887 годах написал 29 романов в 76 томах, образующих беллетризованную историю Польши, начиная с древнейших времён («Старое предание», 1876). Интерес к исторической проблематике характерен и для раннего периода творчества Крашевского (1830—1840-е годы). Однако первые произведения на историческую тему («Костёл св. Михаила в Вильне», «Времена Сигизмунда») по мнению современников были слабы, так как изначально писатель отрицал вальтер-скоттовскую традицию истории «по-домашнему», из-за чего его ранняя историческая проза насыщалась излишней протокольностью, скрупулёзностью и ненужной точностью. Из произведений на историческую тему популярностью и художественными достоинствами выделяются написанные на саксонском материале «Графиня Козель» (1874) и «Брюль» (1875).
Некоторые из художественных текстов Крашевского стали источником вдохновения для русских писателей. Например, по мнению учёных, под впечатлением «Ульяны» была написана пьеса А. Ф. Писемского «Горькая судьбина». Известен факт переписки польского писателя с Н. В. Кукольником. Последний ценил художественный вкус Крашевского и отправлял ему свои произведения на рецензию. В 1879 году И. С. Тургенев направил Крашевскому в Краков приветственное письмо по случаю юбилея 50-летия литературной деятельности польского писателя.
Большим успехом у театральной публики пользовались драматические переработки произведений автора сделанные Софией Меллеровой совместно с Яном Канти Галасевичем.

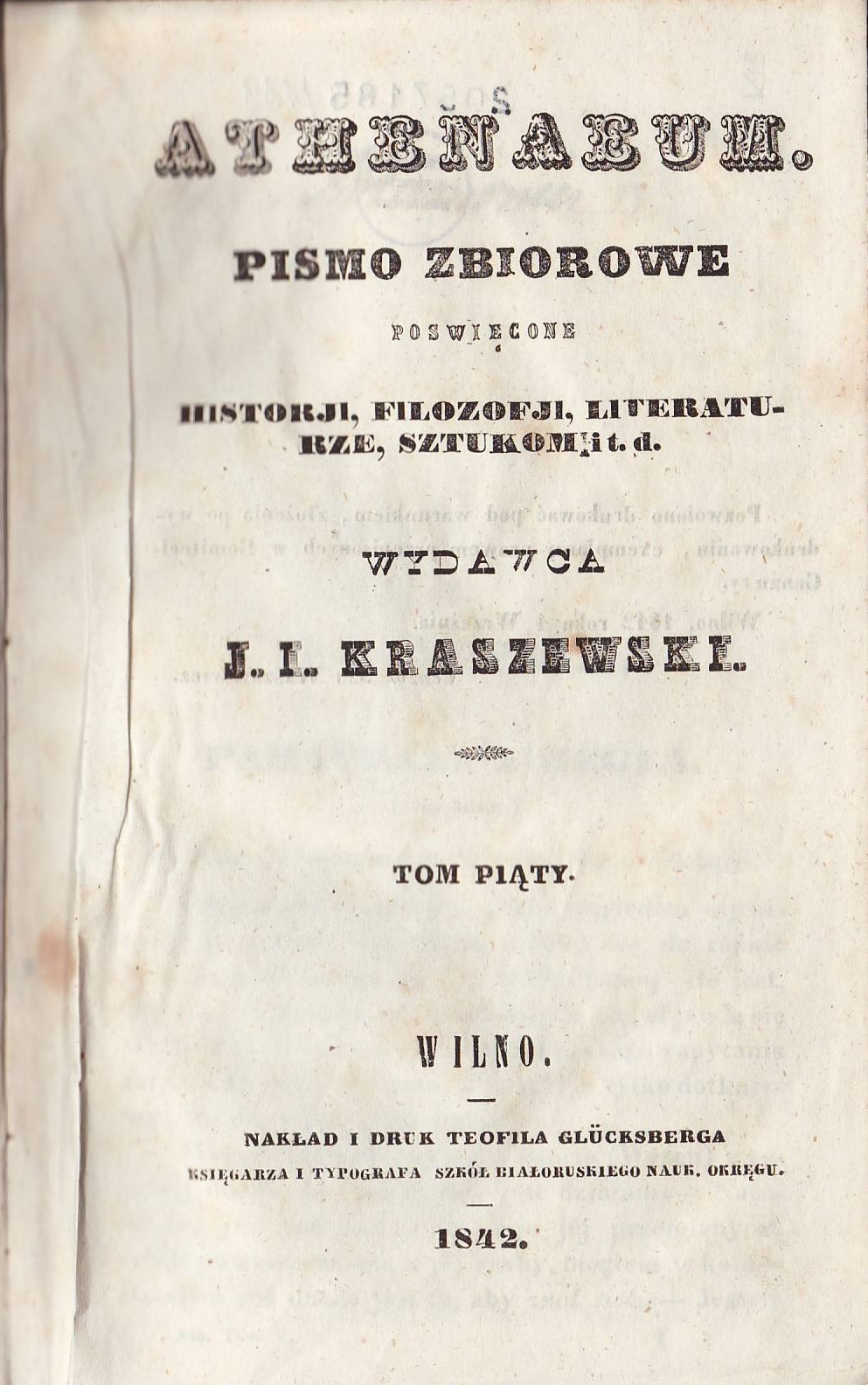
«Athenaeum»

## Редактор и издатель
В 1841—1851 годах редактировал литературный журнал (альманах) „Athenaeum“ («Атенеум»), издававшийся в Вильне. В 1844 году в журнале, среди прочего, были опубликованы переводы произведений Н. В. Гоголя «Шинель», «Записки сумасшедшего», фрагменты «Мёртвых душ» в не совсем удачном переводе Шепелевича (P. L. Szepielewicz). Живя в Варшаве, редактировал газету „Gazeta Polska“ («Польская газета», 1859—1862), журнал „Przegląd Europejski“ («Европейское обозрение», 1862). Позднее был редактором периодических изданий, выходивших во Львове и Дрездене.

## Художник

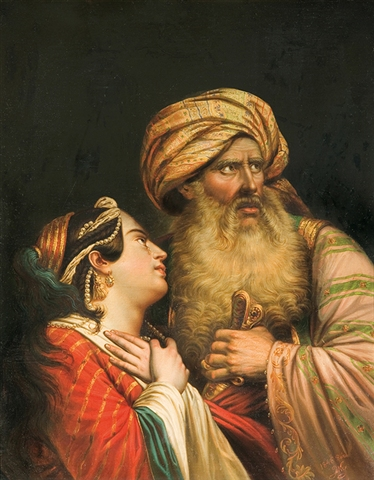
Ю. И. Крашевский. «Восточный портрет» (1846)

Во время учёбы в Виленском университете Крашевский обучался рисунку и живописи у Яна Рустема и, вероятно, у Викентия Смоковского. По некоторым сведениям, в заключении (1830—1832) выполнил 25 рисунков пером, иллюстрирующих II и IV части «Дзядов» Адама Мицкевича. В Варшаве в 1838 году брал уроки живописи у Бонавентуры Домбровского. К собственным занятиям изобразительным искусством относился как к досугу. Вместе с тем своими рисунками стремился распространять знания о национальной культуре и истории, поэтому изображал древние достопримечательные здания и руины, копировал изображения исторических деятелей и иллюстрации из старых изданий и хроник. Этими и подобными рисунками были иллюстрированы его «Вильно от его основания до года 1750-го» („Wilno od początku jego do roku 1750“) (Вильно, 1842), «Картины из жизни и путешествий» („Obrazy z życia i podróży“) (Вильно, 1842), «Воспоминания о Полесье, Волыни и Литве» („Wspomnienia z Polesia, Wołynia i Litwy“) (Париж, 1860), «Альбом пейзажей: часть 1: Полесье» („Album widoków: cz. 1: Podlasie“) (Варшава, 1861). Его рисунками была иллюстрирована также книга «Река Вилия и её берега: с точки зрения гидрографии, истории, археологии и этнографии» („Wilija i jej brzegi: pod względem hydrograficznym, historycznym, archeologicznym i etnograficznym“) Константина Тышкевича (Дрезден, 1871). Своей лучшей картиной считал «Въезд Михаила Казимира Радзивилла в Рим в 1680 году».

## Музыкант
Писал произведения для фортепиано, которые сам же и исполнял, высказывался с глубоким знанием дела на музыкальную тематику, собирал и публиковал народные песни.

## Важнейшие произведения

### Прозаические
- Ульяна (Ulana, 1843).
- Остап Бондарчук (Ostap Bondarczuk, 1847).
- Волшебный фонарь (Latarnia czarnoksięska, 1843—1844).
- Morituri (1874—1875).
- Графиня Козель (Hrabina Cosel, 1874).
- Брюль (Brühl, 1875).
- Старое предание (Stara baśń, 1876).

### Историографические
- Wilno od początków jego do roku 1750. Wilno. T. 1—4. Wilno, 1840—1842.
- Litwa. Starożytne dzieje, ustawy, język, wiara, obyczaje, przysłowia… T. 1—2. Warszawa, 1847—1856.

### Цикл исторических романов «История Польши» (в хронологическом порядке)
1. Старое предание — Stara baśń (1876),
2. С престола в монастырь (Любони) — Lubonie (1876),
3. Bracia Zmartwychwstańcy (1876),
4. Маслав — Masław (1877),
5. Болеславцы — Boleszczyce (1877),
6. Королевские сыновья — Królewscy synowie (1877),
7. Historia prawdziwa o Petrku Właście palatynie, którego zwano Duninem (1878),
8. Stach z Konar (1879),
9. Валигура — Waligóra (1880),
10. Syn Jazdona: (1880),
11. Калиш (Погробовец) — Pogrobek (1880),
12. Борьба за Краков (При короле Локотке) — Kraków za Łoktka (1880),
13. Jelita (1881),
14. Король холопов — Król chłopów (1881),
15. Белый князь — Biały książę (1882),
16. Семко — Semko (1882),
17. Мать королей — Matka królów (1883),
18. Strzemieńczyk (1883),
19. Jaszka Orfanem zwanego żywota i spraw pamiętnik (1884),
20. Две королевы — Dwie królowe (1884),
21. Инфанта — Infantka (1884),
22. Изгой — Banita (1885),
23. Bajbuza (1885),
24. При королевском дворе — Na królewskim dworze (1886),
25. Божий гнев — Boży gniew (1886),
26. Князь Михаил Вишневецкий — Król Piast (1888),
27. Ян Собеский — Adama Polanowskiego, dworzanina króla Jegomości Jana III notatki (1888),
28. За саксонцев — Za Sasów (1889),
29. Её остатки — Saskie ostatki (1889).

### Цикл «Саксонская трилогия» — в хронологическом порядке
1. Графиня Козель — Hrabina Cosel (1873),
2. Брюль — Brühl (1874),
3. Из семилетней войны — Z siedmioletniej wojny(1875).

## Переводы
Относится к наиболее популярным в России во второй половине XIX века польским писателям. Множество его произведений переведено на русский язык; некоторые опубликованы в нескольких разных переводах. Переводы стали появляться в журналах (преимущественно в «Библиотеке для чтения») с 1850-х годов. Отдельно изданы повесть «Будник» («Галерея польских писателей», I, Киев, 1852; перевод А. С. Афанасьева-Чужбинского); повесть «Осторожнее с огнём!» («Галерея польских писателей», II); роман «Остап Бондарчук» (Санкт-Петербург, 1858); повесть «Пан Твардовский» (Санкт-Петербург, 1859); роман «Два света» (Санкт-Петербург, 1859); «Ермола», деревенские очерки (Санкт-Петербург, 1861); роман «Чудаки» (Санкт-Петербург, 1874); роман «Сиротская доля» (Санкт-Петербург, 1874); «Фаворитки короля Августа II» (перевод «Графини Козель» под редакцией Н. С. Лескова; Москва, 1876); «Интриги министров короля Августа II» (Москва, 1876); роман «Безумная» (Санкт-Петербург, 1881); роман «Древнее сказание» (Санкт-Петербург, 1881); рассказ «Задорский» (Москва, 1881; пер. Е. Фукс); повесть «Король и Бондаривна» (Москва, 1881); роман «Семилетняя война» (Москва, 1883); повесть «Братья Рамульты» (Санкт-Петербург, 1883; пер. Ф. Августиновича); то же (1884; пер. Ф. Домбровского); роман «Гнев Божий» (1887) и многие другие. В 2015 году впервые в России вышел перевод романа «Сто дьяволов».
В 1915 году в Санкт-Петербурге издано собрание сочинений в 52 книгах, остающееся самым полным изданием на русском языке. В 1996 году издательство «Терра» выпустило собрание сочинений Крашевского в десяти томах.

## Издания на русском языке
- Крашевский И. И. Собрание сочинений / Под ред. И. И. Ясинского (Максима Белинского). С портретом автора и критико-биографическим очерком П. В. Быкова. — Пг.: Изд. П. П. Сойкина, 1915.
- Крашевский Ю. И. Брюль. — М.: Художественная литература, 1980. — 320 с., 100 000 экз.
- Крашевский Ю. И. Графиня Козель. Брюль. — Мн.: Мастацкая літаратура, 1993.
- Крашевский Ю. И. Собрание сочинений: В 10 тт. — М.: Терра, 1996.

## Увековечивание памяти

### Объекты, названные в честь Крашевского
- скала на Волыни, где Крашевский жил в середине XIX века[17].

#### Учебные учреждения

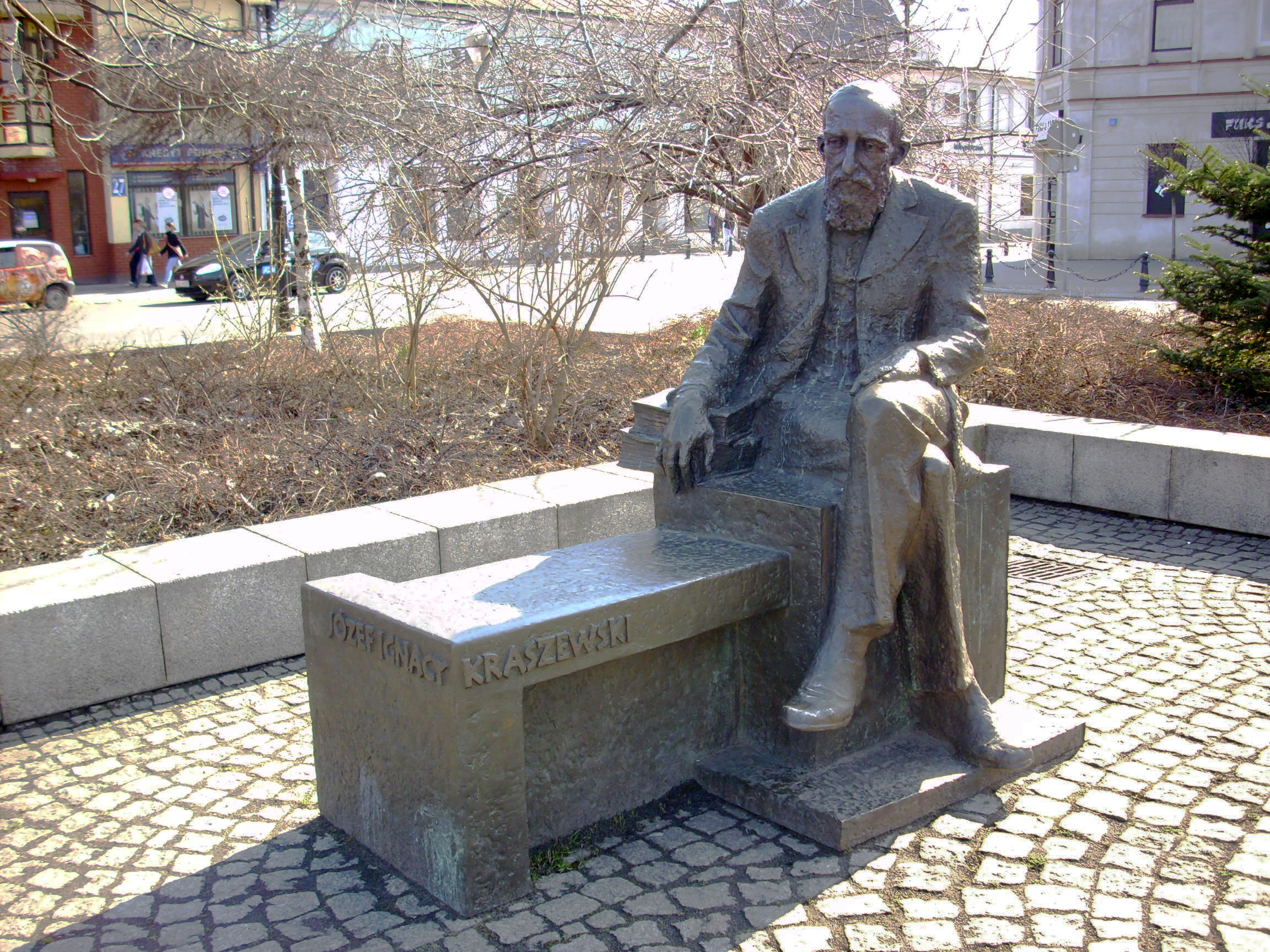
Скамья Крашевского в Бяла-Подляске

- общеобразовательный лицей в Бяла-Подляске[18]
- Общеобразовательный лицей в Дрохичине.
- Гимназия в Вильнюсе.

#### Музеи
- Музей Крашевского в Романове.
- Музей Крашевского в Дрездене.
- Мастерская-музей Крашевского при библиотеке Рачинских в Познани[19].
- В школе деревни Загорье (Пружанский район) создан мемориальный уголок Крашевского[20].

#### Улицы

##### Белоруссия
- Улица в Свислочи.

##### Польша
- Улица в Белостоке.
- Улица в Дрохичине.
- Улица в Константин-Езёрно.
- Улица во Вроцлаве.

#### Корабли
- Буксир «Кайзерина Августа Виктория», переименован в «Крашевский» после окончания Первой мировой войны.
- Сухогруз Польских океанских линий «Крашевский».
- Грузовой корабль «Крашевский» китайско-польского морского предприятия «Chipolbrok».

### Экранизации
- «Цыганка Аза» (Польша, 1926, по произведению «Дом за деревней»).
- «Графиня Коссель» (Польша, 1968, по одноимённому произведению).
- «Графиня Коссель» (Польша, 1969, телесериал).
- «Болеслав Смелый» (Польша, 1972, по произведению «Boleszczyce»)[21].
- «История мастера Твардовского» (Польша, 1996, по произведению «Мастер Твардовский»).
- «Древнее предание: Когда солнце было богом» (Польша, 2003, по произведению «Старое предание»).
- «Дед и баба» (США, 2011, анимация)[22].